# Čachtice
Čachtice (deutsch Schächtitz, ungarisch Csejte) ist eine Gemeinde in der Westslowakei.

## Geographie
Čachtice liegt am Übergang der Kleinen Karpaten in die Donauniederung etwa 7 km südlich von Neustadt an der Waag auf 203 m Höhe.

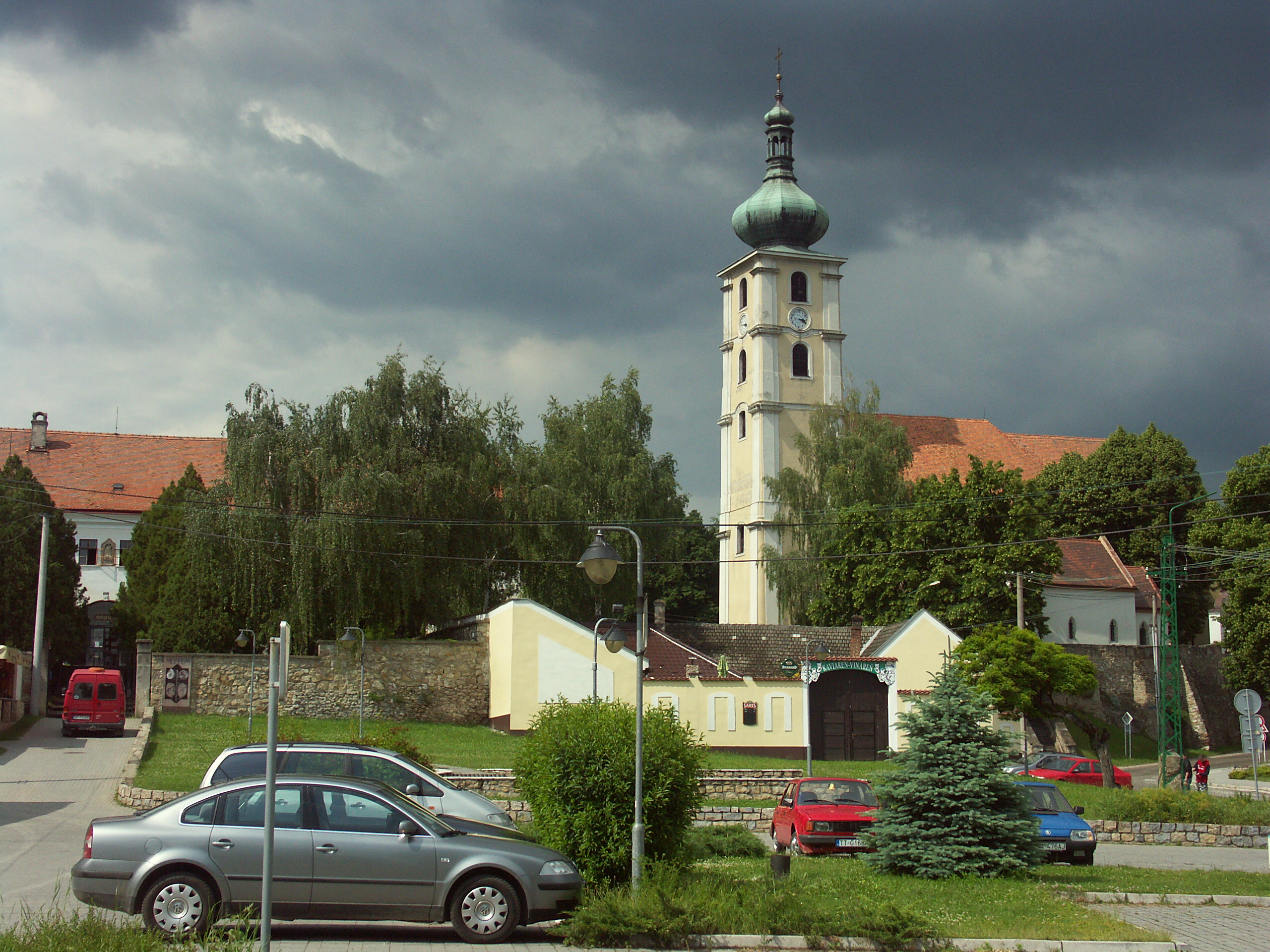
Blick auf das Ortszentrum

## Geschichte
Der Ort wurde 1263 zum ersten Mal genannt, im 17. Jahrhundert siedelten sich hier Habaner an. Bekannt ist er vor allem für die Burg, Hauptwohnsitz der Elisabeth Báthory, um die sich viele Legenden als „Blutgräfin“ ranken.

## Bevölkerung
| Jahr:                | 1994. | 2004.   | 2014.    | 2024.    |
| -------------------- | ----- | ------- | -------- | -------- |
| Anzahl der Personen: | 3577  | 3626    | 4010     | 3605     |
| Unterschied:         |       | +1,36 % | +10,59 % | -10,09 % |

| Jahr:                | 2023. | 2024.   |
| -------------------- | ----- | ------- |
| Anzahl der Personen: | 3620  | 3605    |
| Unterschied:         |       | -0,41 % |

## Sehenswürdigkeiten

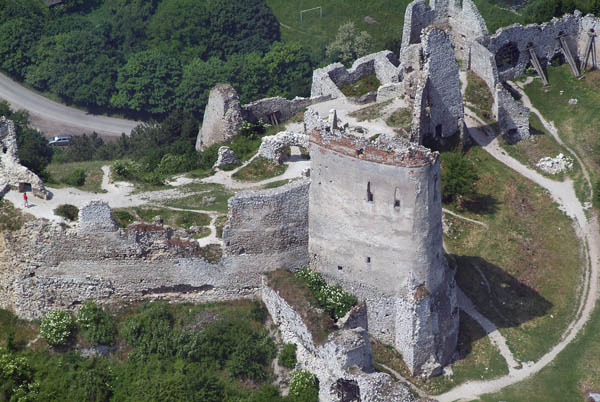
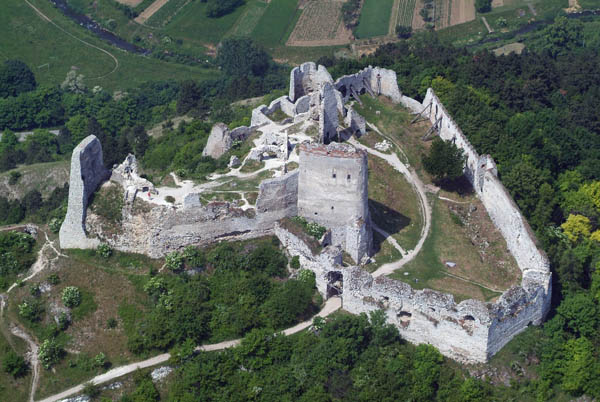
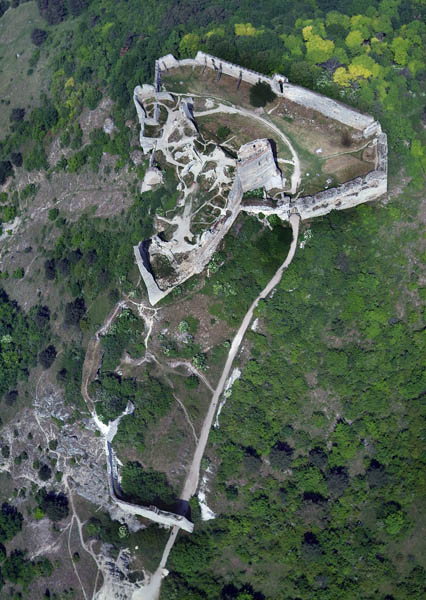
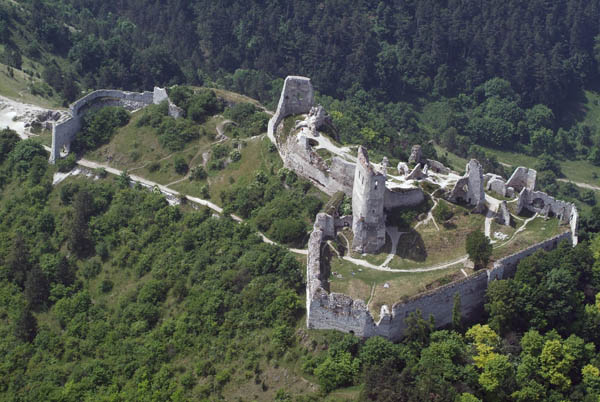

- Burg Čachtice
- Gotische Kapelle
- Römisch-katholische Kirche
- Herrenhäuser

## Verkehrsanbindung
Die Gemeinde ist an das öffentliche regionale Busnetz sowie an die Bahnstrecke Nové Mesto nad Váhom–Veselí nad Moravou angeschlossen.